# 息止安所
息止安所是一種簡短的墓誌銘，或是希望逝者永享安寧的短句。此語的英文縮寫是“R.I.P.”，通常以全称“Rest in peace”或缩写的形式刻在墓碑上，作为碑铭的一部分。“R.I.P.”一般見於天主教墓園，因為這句短語源於天主教會葬禮在開始和結束時所頌讀的的拉丁語禱告詞。

## 用法
該段禱告詞見如下：
|  | Anima eius et animae omnium fidelium defunctorum per Dei misericordiam requiescant in pace. |

相应的中文祷文为：
|  | 望他的灵魂，和已亡诸信者的灵魂，赖天主的仁慈、息止安所。 |

其含意為“願他的靈魂及所有已逝信徒的靈魂於主懷安息”。

為求令句子變成合韻的對句，刻於墓碑上，拉丁語禱告詞經縮短後如下：
|  | Requiesce cat in pace |

而希伯來語版本的《依撒意亚先知書》57章第2節也有类似内容的语句。以下為聖經思高本的译文：
|  | 而进入安息；躬行正直的人，将安眠于自己的处所。 |
此節源自《依撒意亚先知書》的經文於贝特沙瑞姆（Beit She'arim）一個墓地裏的墓碑上發現，時間可追溯至公元前一世紀。此節經文談到一個因為无法忍受身邊邪恶而死的义人。後來，這句話在《塔木德》的禱文中變成“进入安息”（come and rest in peace），所用的語言是三世紀時希伯來語及亞拉姆語的混合體。時至今日，在傳統犹太教葬礼上仍有使用。

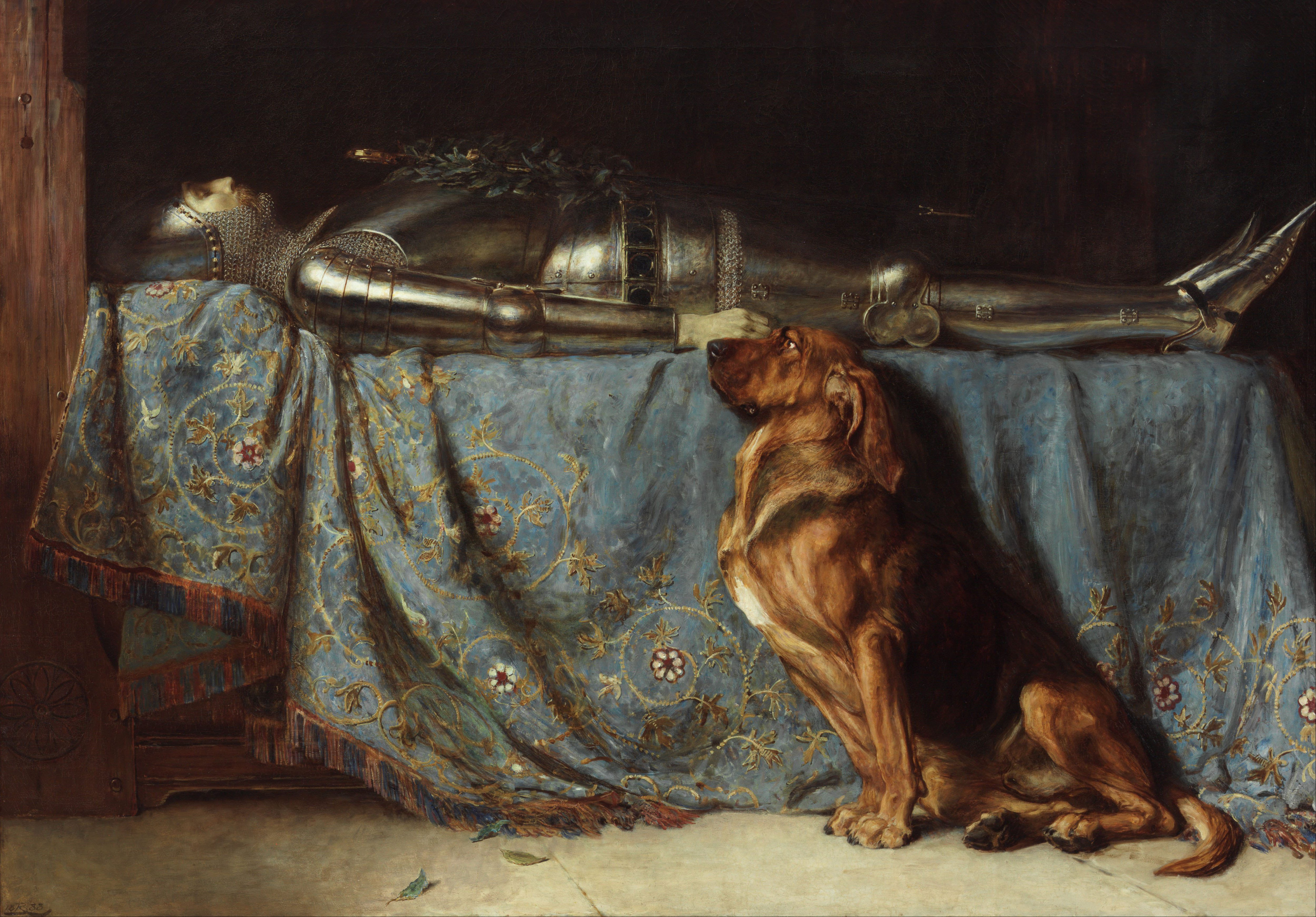
油畫《安息》（Requiescat），作者布里托·維埃（Briton Rivière），1888年。新南威尔士州畫廊

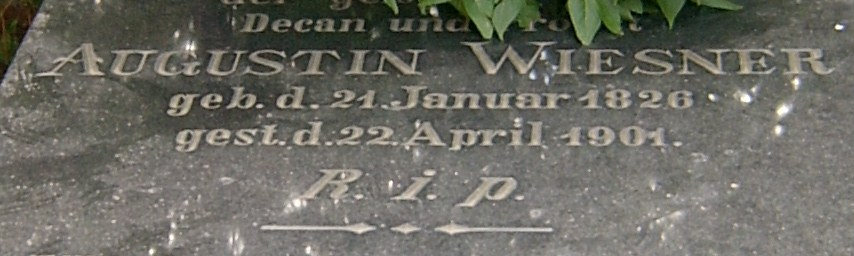
墓碑上的R.I.P.

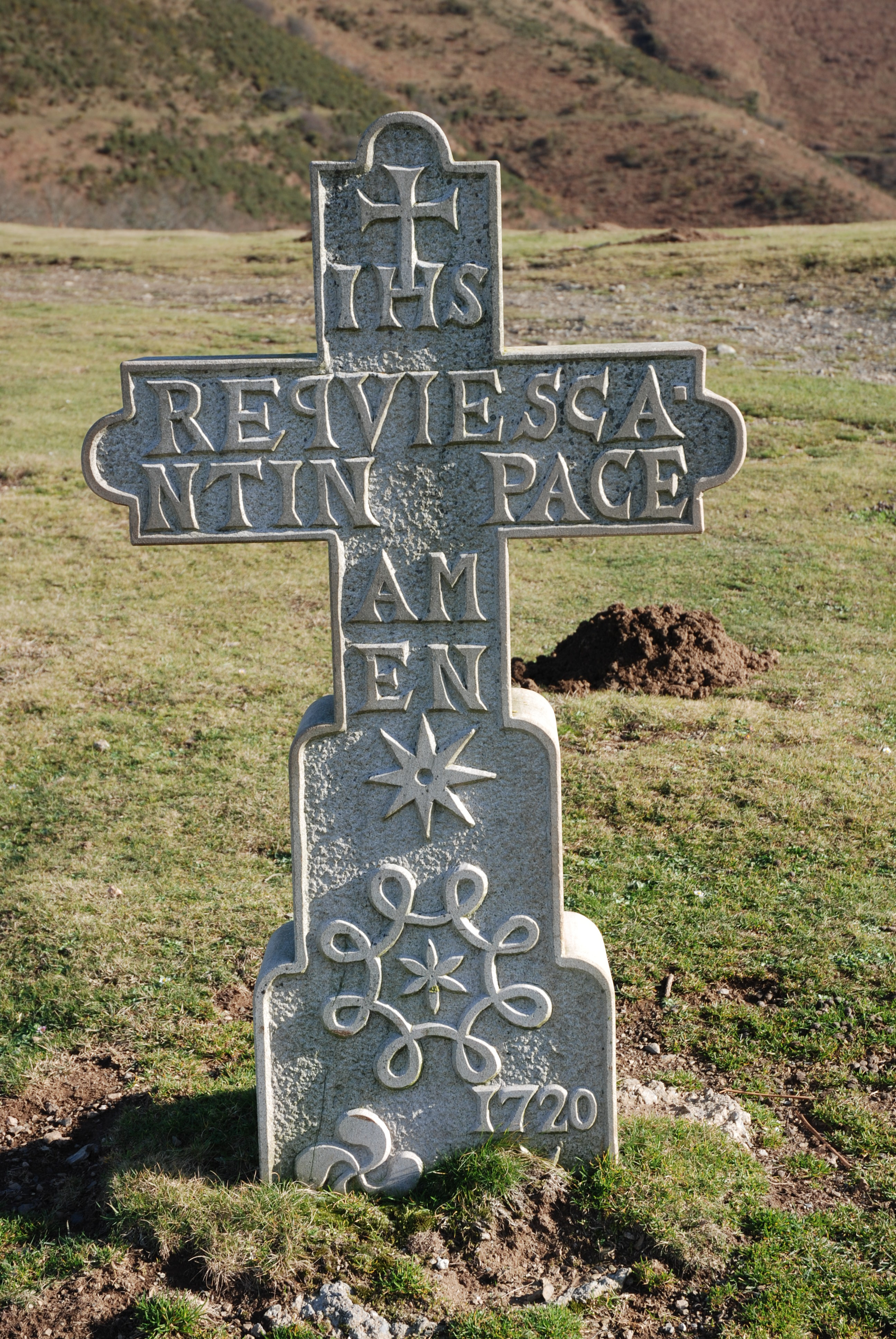
這個1720年的十字架上有著完整的拉丁文安息短句

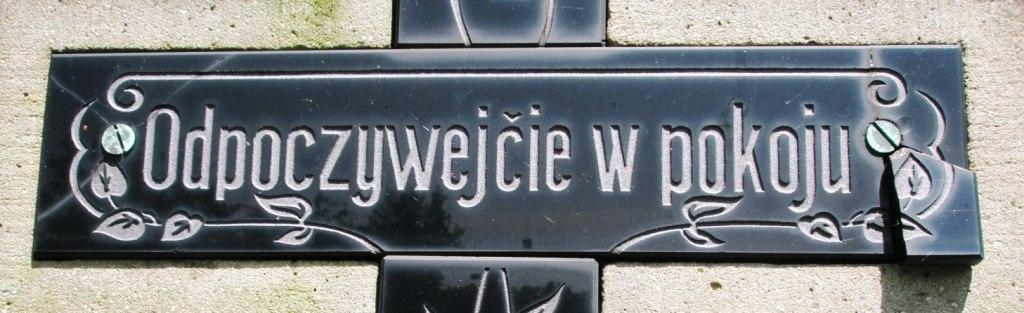
這個詞已經廣泛的被非天主教徒、非英語、非拉丁語使用者所使用，圖中為一個刻著安息短句的西里西亞語墓碑

在西元8世紀以前，「Requiescat in Pace」這句短語仍未見於墓碑。在18世紀時於天主教的墓碑上則普遍起來，以作為死者對靈魂於死後得享平靜的祈求。當這短語變成墓碑的一部分，由於句中並無提及「靈魂」一詞，令人以為得享平靜的是躺於墓中的肉身。這種傾向涉及到天主教有關審判的教義——人在死後靈魂會與肉體分離，但在最後的審判時，靈魂和肉體將會再結合。
「息止安所」亦有其他寫法，包括「願她於平靜與愛中安息」（Requiescat in pace et in amore 及 In pace requiescat et in amore）。句中詞序有所變化，這是因為拉丁語的句法關係並非由詞序，而是由詞形變化表明。不過，如果「Rest in peace」是以祈使語氣表達，其拉丁語的對應將是「Requiesce in pace」（簡寫為R.I.P.），人稱屬第二身單數；而“Requiescite in pace”，人稱則屬第二身眾數。

## 其它語言
- 西班牙語：（DEP）
- 義大利語：（RIP）
- 法語：（REP）
- 德語： （RIF）
- 俄语： [Da upo'koitsʲa s 'mirom]（希望他永遠安息）； [Po'koysja s 'mirom]（願你安息）